# 阿必散
阿必散（13世紀—1320年，1315年－1320年在位），他是薩昔不花汗的儿子。白帐汗国可汗。
阿必散统治时期，他重建了在南哈萨克的汗国城市，伊斯兰教也作为延长汗权的工具。其子沉台，阿必散死后，他的弟弟穆巴拉·火者即位。
| 前任： 薩昔不花 | 白帐汗国君主 1315年—1320年 | 繼任： 穆巴拉·火者 |